# Novyi Kanal
 (avril 2019).
Si vous disposez d'ouvrages ou d'articles de référence ou si vous connaissez des sites web de qualité traitant du thème abordé ici, merci de compléter l'article en donnant les références utiles à sa vérifiabilité et en les liant à la section « Notes et références ».

Logo.

Novyi Kanal est une chaîne de télévision généraliste ukrainienne fondée le 15 août 1998. Elle fait partie du groupe StartLightMedia.

## Histoire
La chaîne est lancée le 15 août 1998. Elle n'est d'abord diffusée qu'à Kiev puis, à partir de 1999, elle commence à être diffusée dans six autres régions de l'Ukraine. Depuis 2000, la chaîne est reçue dans plus de 17 grandes villes. Novyi Kanal est transmis par satellite depuis le 20 décembre 2000.
En 2002, Novyi Kanal se classe au troisième rang des audiences de la télévision ukrainienne après Inter et 1 + 1. Cependant, les parts d'écoute de la chaîne ont régulièrement diminué ces dernières années : 10,11% en 2004, 9,1% en 2005, 8,5% en 2006 et en 2007, 7,42%.
Les émissions de Novyi Kanal à Sébastopol prennent fin le 9 mars 2014 à 14 h 30, heure de l'Europe de l'Est, en raison de la crise de Crimée de 2014.

## Personnalités
De 1999 à 2004, la chaîne est dirigée par Oleksandr Tkatchenko. De 2005 à 2012, la Novyi est dirigée par Iryna Lysenko. La chaîne est dirigée par Vladimir Lokotko à partir de mai 2012 et, en 2019, Alexey Gladushevsky en devient le directeur général.
Andriy Kulykov, Andriy Shevchenko, Hanna Homonai, Lidiya Taran, Victoria Boulitko et Sviatoslav Tseholko ont travaillé pour la chaîne depuis sa création.